# Girolamo Farnese
Girolamo Farnese (ur. 3 września 1599 w Latera, zm. 18 lutego 1668 w Rzymie) – włoski kardynał. Ostatni książę Latery.

## Wczesne życie (1599–1639)
Urodził się w Latera koło Viterbo, a jego ojciec, Mario Farnese, nosił tytuł księcia Latery. Wywodził się z bocznej linii rodu Farnese, rządzącego księstwem Parmy i Piacenzy.
Od najmłodszych lat przeznaczony był do stanu duchownego. Za pontyfikatu Pawła V (1605–1621) wstąpił na służbę do kardynała Odoardo Farnese, swojego krewnego z głównej linii rodu. Dzięki jego protekcji otrzymał opactwo św. Wawrzyńca w Novarze (jako opat komendatoryjny). Ukończył studia filozoficzno-teologiczne w Parmie i w 1617 uzyskał tytuł doktora. Papież Paweł V mianował go swoim szambelanem, a kolejny papież Grzegorz XV (1621–1623) referendarzem Obojga Sygnatur.

## Arcybiskup i nuncjusz apostolski w Szwajcarii (1639–1643)
11 kwietnia 1639 papież Urban VIII mianował go tytularnym arcybiskupem Patras, a 4 maja 1639 nuncjuszem apostolskim w Lucernie w Szwajcarii. Sakrę biskupią przyjął 26 kwietnia 1639 z rąk Giovanniego Battisty Scannaroliego, arcybiskupa Sydonu. Jako nuncjusz w Szwajcarii wykazywał się nadzwyczajną aktywnością zarówno religijno-duszpasterską, jak i polityczną. W tym drugim aspekcie starał się przede wszystkim dbać o interesy katolickich kantonów Szwajcarii, zwłaszcza o utrzymanie ich z dala od toczącej się w Niemczech wojny trzydziestoletniej oraz konfliktu francusko-hiszpańskiego. Po wybuchu pierwszej wojny o Castro w 1642 odmówił udzielenia pomocy swemu ekskomunikowanemu krewnemu, księciu Parmy Odoardo Farnese. Jednocześnie przeprowadził wiele stricte duszpasterskich wizytacji, wysyłał kaznodziei i katechetów, dążył do odzyskania zsekularyzowanych dóbr diecezji bazylejskiej, a nawet starał się o wprowadzenie na stałe inkwizycji w Sondrio i Chiavenna.

## Prałat Kurii Rzymskiej (1644–1657/58)
Girolamo Farnese został odwołany ze szwajcarskiej placówki 28 października 1643 i w dniu 6 lutego 1644 mianowano go sekretarzem Kongregacji ds. Biskupów i Zakonników. Urząd ten sprawował do października 1650, gdy papież Innocenty X mianował go gubernatorem Rzymu i wicekamerlingiem Kościoła. Odznaczał się wielkim zapałem w sprawowaniu tej funkcji, wydając wiele regulacji mających służyć utrzymaniu porządku oraz ochronie moralności publicznej (np. zakaz noszenia broni w teatrach, regulacje dotyczące ubioru dla prostytutek, zakładanie szkół dla młodych dziewcząt). Mimo to, został odwołany 29 stycznia 1653 w związku z aferą Francesco Mascambruniego, który jako subdatariusz okazał się winny korupcji i wielu fałszerstw. Choć sam Farnese nie dopuścił się żadnego przestępstwa, a nawet należał do grona oskarżycieli subdatariusza, papież Innocenty X, chcąc ratować swój mocno nadwyrężony prestiż, zdecydował się na generalną czystkę na wyższych stanowiskach administracji miejskiej. Farnese powrócił wówczas na stanowisko sekretarza Kongregacji ds. Biskupów i Zakonników.
Po śmierci Innocentego X i wyborze nowego papieża Aleksandra VII, Farnese zaczął ponownie piąć się w górę w karierze kościelnej. 16 lipca 1655 został mianowany prefektem Pałacu Apostolskiego i gubernatorem Castel Gandolfo (obie funkcje sprawował do 29 kwietnia 1658). W 1657 był sekretarzem Kongregacji ds. Wizytacji Apostolskich, a także prałatem kilku innych kongregacji.

## Kardynał (1657/58–1668)
9 kwietnia 1657 Aleksander VII mianował go kardynałem in pectore, ale ogłosił tę nominację dopiero rok później, 29 kwietnia 1658, a 6 maja 1658 nadał mu tytuł prezbitera S. Agnese fuori le mura i mianował legatem apostolskim (namiestnikiem) w Bolonii. Tę ostatnią funkcję Farnese sprawował okrągłe cztery lata, rozbudowując lub upiększając szereg budowli oraz podejmując szereg inicjatyw służących rozwojowi miasta. Powrócił do Rzymu w maju 1662. W tym samym roku, po bezpotomnej śmierci brata Pietro Farnese, kardynał Girolamo został księciem Latery.
Girolamo Farnese, jako kardynał, był członkiem kilku kongregacji kurialnych:
- Kongregacji Świętego Oficjum Inkwizycji
- Kongregacji ds. Biskupów i Zakonników
- Kongregacji ds. Soboru Trydenckiego
- Kongregacji ds. Wód
- Kongregacji ds. Dobrobytu (tzw. Annonae).

Podczas misji kardynała Flavio Chigiego we Francji w 1664 Girolamo Farnese tymczasowo zastępował go w kierowaniu Trybunałem Apostolskiej Sygnatury Sprawiedliwości.
Na konklawe 1667 Girolamo Farnese był poważnym kandydatem na papieża, ale ostatecznie wybrano kardynała Giulio Rospigliosiego, który przybrał imię Klemens IX.

## Śmierć
Girolamo Farnese zmarł w Rzymie w wieku 68 lat i został pochowany w jezuickim kościele Il Gesù. Wraz z jego śmiercią wygasła linia książąt Latery z rodu Farnese.